# Ichneumon ormerodae
Ichneumon ormerodae is een vliesvleugelig insect (orde Hymenoptera) uit de familie van de gewone sluipwespen (Ichneumonidae). De wetenschappelijke naam van de soort werd in 2016 door Rebecca Kittel gepubliceerd als nomen novum voor Ichneumon maculatorius Muller, 1776. Die naam was al in gebruik als Ichneumon maculatorius Strom, 1768.
De naam gedenkt Eleanor Anne Ormerod (1828–1901), een Brits entomologe.